# 2010-es közgyűlési választások Nógrád megyében
A 2010-es megyei közgyűlési választásokat október 3-án bonyolították le, az általános önkormányzati választások részeként.
Nógrád megyében a szavazásra jogosultak fele, több mint hetvennyolcezer ember ment el szavazni. A szavazók három lista mintegy hetven jelöltje közül választhattak.
A választásokat a Fidesz-KDNP nyerte meg – tíz képviselőjük többséget jelentett a tizenöt fős közgyűlésben. Második lett az MSZP, a Jobbik pedig a harmadik helyen végzett. A „Civilek a megyéért” Egyesület és a Munkáspárt nem jutott be a közgyűlésbe.
A közgyűlés újraválasztotta hivatalban lévő elnökét, Becsó Zsoltot, a Fidesz-KDNP listavezetőjét.

## A választás rendszere
A megyei közgyűlési választásokat az országosan megrendezett általános önkormányzati választások részeként tartották meg. A szavazók a településük polgármesterére és a helyi képviselőkre is ekkor adhatták le a szavazataikat.
A nyár folyamán jelentősen megváltozott a megyei közgyűlések választási rendszere. Az új törvény (2010. L.) legfontosabb változtatása a képviselők létszámának csökkentése (a korábbi létszám ~35-55%-ára) és az egy választókerületre való áttérés volt (a korábbi kettő helyett). További változtatás volt még az ajánlások számának 0,3%-ról 1%-ra, illetve a bejutási küszöb 4%-ról 5%-ra emelése.
A korábbi választási eljárásból érvényben maradt, hogy a közgyűlési választásokon csak a megye azon polgárai vehettek részt akik nem megyei jogú városban laktak. A választók listákra szavazhattak, amelyek között a szavazatokat arányosan osztották el, és a képviselőket továbbra is négyéves időszakra választották.

### Választókerület
|                            | Település | Lakó (2010.jan.1.) | Megyei képviselő |
| -------------------------- | --------- | ------------------ | ---------------- |
| Közgyűlési választókerület | 130       | 138 036            | 15               |
| Megyei jogú város          | 1         | 32 427             | -                |
| Összesen                   | 131       | 170 463            | 15               |

A választási reform következtében, Nógrád megyében a közgyűlés létszáma 15 főre csökkent, a korábbi 40-ről. Az új szabályok szerint a megyei közgyűlések létszáma a megye egészének lakosságszámához igazodott.
Salgótarján mint megyei jogú város nem tartozott a megye joghatósága alá, így polgárai nem is szavazhattak a megye önkormányzatának összetételéről.
A közgyűlést a megye 125 községének és 5 városának polgárai választhatták meg.
A legkevesebb választó a megye közepén található Garábon lakott (56 polgár), a legtöbb pedig Balassagyarmaton élt (13 525 polgár).
| Településméret | Telepü- lések száma | Választó- jogosult | Megjegyzés                          |
| -------------- | ------------------- | ------------------ | ----------------------------------- |
| 1 – 100        | 3                   | 222                | Garáb, Debercsény, Kutasó           |
| 101 – 1000     | 88                  | 46 965             | legkisebb: Pusztaberki (116 polgár) |
| 1001 – 5000    | 35                  | 54 037             | közülük város: Rétság               |
| 5001 – 10 000  | 2                   | 13 161             | Szécsény, Pásztó                    |
| 10 000 fölött  | 2                   | 24 651             | Bátonyterenye, Balassagyarmat       |
| Összesen       | 130                 | 138 036            |                                     |

## Előzmények
| Szervezetek | Közgyűlési helyek | Közgyűlési helyek | Közgyűlési helyek | Közgyűlési helyek | Közgyűlési helyek | Közgyűlési helyek | Közgyűlési helyek | Közgyűlési helyek | Közgyűlési helyek | Közgyűlési helyek | Közgyűlési helyek | Közgyűlési helyek | Közgyűlési helyek | Közgyűlési helyek | Közgyűlési helyek | Közgyűlési helyek | Közgyűlési helyek |    | Σ  |
| Szervezetek | Közgyűlési helyek | Közgyűlési helyek | Közgyűlési helyek | Közgyűlési helyek | Közgyűlési helyek | Közgyűlési helyek | Közgyűlési helyek | Közgyűlési helyek | Közgyűlési helyek | Közgyűlési helyek | Közgyűlési helyek | Közgyűlési helyek | Közgyűlési helyek | Közgyűlési helyek | Közgyűlési helyek | Közgyűlési helyek | Közgyűlési helyek | vk | Σ  |
| ----------- | ----------------- | ----------------- | ----------------- | ----------------- | ----------------- | ----------------- | ----------------- | ----------------- | ----------------- | ----------------- | ----------------- | ----------------- | ----------------- | ----------------- | ----------------- | ----------------- | ----------------- | -- | -- |
| Fidesz-KDNP |                   |                   |                   |                   |                   |                   |                   |                   |                   |                   |                   |                   |                   |                   |                   |                   |                   | 17 | 22 |
| Fidesz-KDNP |                   |                   |                   |                   |                   |                   |                   |                   |                   |                   |                   |                   |                   |                   |                   |                   | 5                 |    | 22 |
| MSZP        |                   |                   |                   |                   |                   |                   |                   |                   |                   |                   |                   |                   |                   |                   |                   |                   |                   | 11 | 16 |
| MSZP        |                   |                   |                   |                   |                   |                   |                   |                   |                   |                   |                   |                   |                   |                   |                   |                   | 5                 |    | 16 |
| MDF         |                   |                   |                   |                   |                   |                   |                   |                   |                   |                   |                   |                   |                   |                   |                   |                   |                   | 2  | 2  |
| MDF         |                   |                   |                   |                   |                   |                   |                   |                   |                   |                   |                   |                   |                   |                   |                   |                   | 0                 |    | 2  |
| Összesen    |                   |                   |                   |                   |                   |                   |                   |                   |                   |                   |                   |                   |                   |                   |                   |                   |                   | 30 | 40 |
| Összesen    | 10                |                   |                   |                   |                   |                   |                   |                   |                   |                   |                   |                   |                   |                   |                   |                   |                   |    | 40 |

## Jelöltállítás
Hat szervezet vett részt a jelöltállítási folyamatban, négyen önálló, ketten pedig közös listát állítottak. A jelöltek száma 76 volt.

### Listák
Az előző közgyűlés pártjai közül Fidesz és a KDNP közös listát, míg az MSZP, a Munkáspárt, illetve a Jobbik önálló listát állított. Először mérettette meg magát a „Civilek a megyéért” Egyesület.
A listaállításhoz szükséges ajánlások gyűjtésére két és fél hét állt rendelkezésre – augusztus 16. és szeptember 3. között. Ez alatt az idő alatt önálló lista állításához 1380, közös lista állításához 2000 választópolgár ajánlásának összegyűjtésére volt szükség.
| Lista   | Lista       | Lista   | Szervezet   | Szervezet                         | Szervezet   | Szervezet   | Jelöltek száma |
| #.      | neve        | típusa  |             | neve                              | jellege     | hatóköre    | Jelöltek száma |
| ------- | ----------- | ------- | ----------- | --------------------------------- | ----------- | ----------- | -------------- |
| 1.      | MSZP        | önálló  |             | Magyar Szocialista Párt           | párt        | országos    | 23             |
| 2.      | Munkáspárt  | önálló  |             | Magyar Kommunista Munkáspárt      | párt        | országos    | 3              |
| 3.      | Civilek     | önálló  |             | „Civilek a megyéért” Egyesület    | társ.       | megyei      | 6              |
| 4.      | Jobbik      | önálló  |             | Jobbik Magyarországért Mozgalom   | párt        | országos    | 15             |
| 5.      | Fidesz–KDNP | közös   |             | Fidesz – Magyar Polgári Szövetség | párt        | országos    | 29             |
| 5.      | Fidesz–KDNP | közös   |             | Kereszténydemokrata Néppárt       | párt        | országos    | 29             |
| 5 lista | 5 lista     | 5 lista | 6 szervezet | 6 szervezet                       | 6 szervezet | 6 szervezet | 76             |

### Jelöltek
|    | MSZP                | Munkáspárt                | Civilek           | Jobbik               | Fidesz-KDNP      |
| -- | ------------------- | ------------------------- | ----------------- | -------------------- | ---------------- |
|    |                     |                           |                   |                      |                  |
| 1. | Borenszki Ervin     | Szabó Lászlóné            | Tomka István      | Palotai Szilárd      | Becsó Zsolt      |
| 2. | dr. Rozgonyi József | dr. Frankfurter Zsuzsanna | Farkas Beáta      | Gácsi Péter          | Barna János Béla |
| 3. | Látkócki Bálint     | Herédi Sándor             | Farkasházy András | Borbély Gábor        | Varga Krisztina  |
| 4. | Lavajné Dóka Éva    |                           | Földi Gyula       | Fábián Gábor József  | Szandai József   |
| 5. | Zsédely Lajos János |                           | Krasznai István   | Balla Andrea Gyöngyi | Dudás Vilmos     |

| A további jelöltek | A további jelöltek  | A további jelöltek | A további jelöltek | A további jelöltek       | A további jelöltek     |
| ------------------ | ------------------- | ------------------ | ------------------ | ------------------------ | ---------------------- |
| 6.                 | dr. Egyed Ferdinánd |                    | Frisch Oszkár      | Havasiné Molnár Erzsébet | Skuczi Nándor          |
| 7.                 | Molnár Zoltán Gábor |                    |                    | Funk Roland              | Meló Ferenc            |
| 8.                 | Reviczki László     |                    |                    | Tóth Tamás Gábor         | Lacsny Péter           |
| 9.                 | Molnár Katalin      |                    |                    | Kertész Attila Tamás     | Tisza Attila           |
| 10.                | Várszegi István     |                    |                    | Shvella Tamás            | Nagy-Majdon József     |
| 11.                | Nagy Attila         |                    |                    | Büttl Beáta              | Nagy Tamás             |
| 12.                | Radvánszky Judit    |                    |                    | Varga Ferenc             | Kriston Péter          |
| 13.                | Szabó Péter         |                    |                    | Lukács Péter             | Kollár László          |
| 14.                | Kovács Gábor        |                    |                    | Majer Krisztián          | Percsina Norbert       |
| 15.                | Szomora Szilárd     |                    |                    | Szabó Vince              | Kolosi Tibor           |
| 16.                | Beck Pál József     |                    |                    |                          | Vincze László          |
| 17.                | Gyurek László       |                    |                    |                          | dr. Becsó Károly Csaba |
| 18.                | Lantos Sándor       |                    |                    |                          | Kormány Zsoltné        |
| 19.                | Baranyi János       |                    |                    |                          | Grenács Ágnes          |
| 20.                | Tor Ferenc          |                    |                    |                          | Gécziné Kodák Erika    |
| 21.                | Majnik László       |                    |                    |                          | Jakab Jácint           |
| 22.                | Lászlók András      |                    |                    |                          | Bognár Ferenc          |
| 23.                | Tatár Ferenc        |                    |                    |                          | Kériné Szabó Mária     |
| 24.                |                     |                    |                    |                          | Fazekas János          |
| 25.                |                     |                    |                    |                          | Csank István Csaba     |
| 26.                |                     |                    |                    |                          | Zsiga Tamás            |
| 27.                |                     |                    |                    |                          | Lantos László          |
| 28.                |                     |                    |                    |                          | Horvátth Dániel        |
| 29.                |                     |                    |                    |                          | Varga Mihály           |

## A szavazás menete
A választásokat 2010. október 3-án, vasárnap bonyolították le. A választópolgárok reggel 6 órától kezdve adhatták le a szavazataikat, egészen a 19 órás urnazárásig.

### Részvétel
| A részvételi adatok napközbeni alakulása | A részvételi adatok napközbeni alakulása | A részvételi adatok napközbeni alakulása | A részvételi adatok napközbeni alakulása | A részvételi adatok napközbeni alakulása |
| Időpont                                  | Szavazók                                 | Szavazók                                 | +/- 2006 óta (%p)                        | Legnagyobb/legkisebb részvétel           |
| Időpont                                  | db                                       | %                                        | +/- 2006 óta (%p)                        | Legnagyobb/legkisebb részvétel           |
| ---------------------------------------- | ---------------------------------------- | ---------------------------------------- | ---------------------------------------- | ---------------------------------------- |
| 7:00                                     | 1879                                     | 1,11%                                    | -0,07                                    | Cserhátsurány 6,52% Kutasó 0,00%         |
| 9:00                                     | 12 889                                   | 7,59%                                    | -0,71                                    | Horpács 26,62% Szécsénke 3,52%           |
| 11:00                                    | 32 843                                   | 19,33%                                   | -0,83                                    | Kisbárkány 53,8% Szécsénke 9,05%         |
| 13:00                                    | 48 178                                   | 28,35%                                   | -1,17                                    | Kisbárkány 68,48% Zabar 14,39%           |
| 15:00                                    | 63 211                                   | 37,19%                                   | -1,1                                     | Kisbárkány 79,89% Zabar 21,58%           |
| 17:30                                    | 82 637                                   | 48,62%                                   | -1,75                                    | Horpács 90,26% Érsekvadkert 29,02%       |
| 19:00                                    | 90 274                                   | 53,11%                                   | -3,52                                    | Debercsény 92,21% Zabar 30,7%            |

A 137 ezer szavazásra jogosult polgárból 78 ezer vett részt a választásokon (57%). Közülük több mint kétezren érvénytelenül szavaztak (3,23%).
|                                  |                                  |         | jogosultak arányában | szavazók arányában |
| -------------------------------- | -------------------------------- | ------- | -------------------- | ------------------ |
| Választójogosult                 | Választójogosult                 | 137 647 |                      |                    |
| Szavazó                          | Szavazó                          | 78 324  | 56,90%               |                    |
| érvényes szavazólap              | érvényes szavazólap              | 75 773  | 55,05%               | 96,74%             |
| érvénytelen / hiányzó szavazólap | érvénytelen / hiányzó szavazólap | 2526    | 1,84%                | 3,23%              |
| Távolmaradó                      | Távolmaradó                      | 61 874  | 43,10%               |                    |

Küszöb
A közgyűlésbe jutáshoz szükséges szavazatszám az önálló listáknál 3789, a közös listák esetében pedig 7578 volt (az érvényes szavazatok 5, illetve 10%-a).

## Eredmény
A legtöbb szavazatot toronymagasan a Fidesz-KDNP listája kapta (58%). Második helyen az MSZP végzett (21%). Először jutott képviselői helyhez a Jobbik (15%).
A „Civilek a megyéért” Egyesület (2,9%) és a Munkáspárt (1,8%) nem érte el a közgyűlési képviselethez szükséges 5%-os határt.
| Lista    | Lista       | Érvényes szavazat | Érvényes szavazat | Küszöb | Képviselők | Képviselők |
| -------- | ----------- | ----------------- | ----------------- | ------ | ---------- | ---------- |
|          | Fidesz-KDNP | 43 991            | 58,06%            | ✓      | 10         | 66,7%      |
|          | MSZP        | 16 045            | 21,18%            | ✓      | 3          | 20,0%      |
|          | Jobbik      | 11 967            | 15,79%            | ✓      | 2          | 13,3%      |
|          | Civilek     | 2266              | 2,99%             | ✗      | 0          |            |
|          | Munkáspárt  | 1504              | 1,98%             | ✗      | 0          |            |
| Összesen | Összesen    | 75 773            |                   |        | 15         |            |

## Az új közgyűlés
| #   | Fidesz-KDNP        | MSZP                | Jobbik          |
| --- | ------------------ | ------------------- | --------------- |
| #   |                    |                     |                 |
| 1.  | Barna János Béla   | Borenszki Ervin     | Gácsi Péter     |
| 2.  | Becsó Zsolt        | Látkócki Bálint     | Palotai Szilárd |
| 3.  | Dudás Vilmos       | Dr. Rozgonyi József |                 |
| 4.  | Lacsny Péter       |                     |                 |
| 5.  | Meló Ferenc        |                     |                 |
| 6.  | Nagy-Majdon József |                     |                 |
| 7.  | Skuczi Nándor      |                     |                 |
| 8.  | Szandai József     |                     |                 |
| 9.  | Tisza Attila       |                     |                 |
| 10. | Varga Krisztina    |                     |                 |